# Pseudopyrochroa latevittata
Pseudopyrochroa latevittata is een keversoort uit de familie vuurkevers (Pyrochroidae). De wetenschappelijke naam van de soort is voor het eerst geldig gepubliceerd in 1939 door Pic.